# 神取道宏
神取 道宏（かんどり みちひろ、1959年8月21日 - ）は、日本の経済学者。現在、東京大学大学院経済学研究科教授、東京大学特別教授。三菱経済研究所研究員、Econometric Society 理事・終身会員。アメリカ経済学会外国人名誉会員。ゲーム理論学会（英語: Game Theory Society）前会長。
専門はミクロ経済学、ゲーム理論。社会規範、進化ゲーム、繰り返しゲームの先駆的研究で知られる。また最近では、マーケットデザイン、実験・行動経済学の研究も行っている。

## 来歴
1959年生まれ。少年時代は画家志望であり、中学時代には漫画部に所属していた。高校時代から漠然と社会科学に興味を持ち始め、高校卒業後は東京大学文科二類および同大経済学部に進学。学部生時代はサークル「文Ⅱ文化」および美術部に所属した。根岸隆ゼミナールで当時最先端の一般均衡理論を学ぶ傍ら、「文Ⅱ文化」ではマックス・ウェーバーやカール・マルクスらの古典を読み漁った。
東京大学卒業後に進学した東京大学大学院経済学研究科在学中には、当時東京大学助教授であった奥野正寛が共著者の一人を務めた『ミクロ経済学Ⅰ』の校正・助言を行っている。大学院生時代に米国に留学し、1989年にはスタンフォード大学からPh.D.を取得し、ペンシルベニア大学経済学部助教授に就任した。その後、プリンストン大学経済学部助教授 (1990-1993年)、東京大学経済学部助教授 (1993-1996年)、同大学大学院経済学研究科助教授 (1996-1999年)を経て、1999年より東京大学大学院経済学研究科教授。2002年には国際的に優れた業績をあげた若手経済学者に与えられる中原賞（日本経済学会）を受賞し、同年に結婚。二人の息子を持つ。2007年に開始した民間シンクタンク東京財団の研究プロジェクト仮想制度研究所にはフェローとして参加した。

### 年譜
- 1982年　東京大学経済学部経済学科卒業
- 1989年　Ph.D（スタンフォード大学） 、ペンシルベニア大学経済学部助教授就任
- 1990年　プリンストン大学経済学部助教授
- 1993年　東京大学経済学部助教授
- 1996年　東京大学大学院経済学研究科助教授
- 1999年　東京大学大学院経済学研究科教授
- 2019年　東京大学特別教授

## 業績
ゲーム理論の研究者としては国際的な業績を挙げており、繰り返しゲームのサーベイ論文であるIntroduction to repeated games with private monitoringはノーベル賞選考委員会の参考文献にも挙げられた。

## 受賞
- 2002年　日本経済学会中原賞[13]。

- 2017年　趙楽教経済学賞（英語: R. K. Cho Economics Prize）[14]

## 人物
- 松島斉は神取について、「現在東京大学大学院経済学研究科における重要人物」と評している[15]。
- 東京大学では長年担当している学部生向けの「ミクロ経済学」の講義は、安田洋祐によれば「超が付くほど評判の授業」[16]で、授業が終わると「大教室に拍手が巻き起こる」という[17]。
- 趣味は、ワイン・音楽・映画・絵画など[18]。

## 著書

### 単著
- 『ミクロ経済学の力』（日本評論社、2014年）
- 『人はなぜ協調するのか──くり返しゲーム理論入門』（三菱経済研究所、2015年）
- 『見間違えのあるくり返し囚人のジレンマ──私的不完全観測下の実験とトーナメント』（三菱経済研究所、2016年）
- 『ミクロ経済学の技』（日本評論社、2018年）

### 主要論文（英語）
- 1988, "Equivalent Equilibria", International Economic Review, Vol. 29, No. 3, pp. 401-417.
- 1991, "Correlated Demand Shocks and Price Wars during Booms", Review of Economic Studies, Vol.　58(1), No. 193, pp.171-180.
- 1992a, "Social Norms and Community Enforcement", Review of Economic Studies, Vol.59(1), No.198, pp. 63-80.
- 1992b, "Repeated Games Played by Overlapping Generations of Players", Review of Economic Studies, Vol.59(1), No.198, pp. 81-92.
- 1992c, "The Use of Information in Repeated Games with Imperfect Monitoring", Review of Economic Studies, Vol.59(3), No.200, pp. 581-593.
- 1993, "Learning, Mutation and Long Run Equilibria in Games", (Joint with George Mailath and Rafael Rob), Econometrica, Vol.61, No.1, pp. 29-56. Reprinted in Recent Developments in Game Theory,　edited by E. Maskin (Northampton, MA: Edward Elger Pub, 1999).
- 1995, "Evolution of Equilibria in the Long Run: A General Theory and Applications" (Joint with Rafael Rob), Journal of Economic Theory, Vol.65, No.2, pp. 383-414.
- 1997, "Evolutionary Game Theory in Economics", in Kreps, D. M. and K. F. Wallis (eds.), Advances in Economics and onometrics: Theory and Applications, Vol. I, Cambridge: Cambridge University Press.
- 1998a, "Bandwagon Effects and Long Run Technology Choice", (Joint with Rafael Rob), Games and Economic Behavior, Vol.22, p.30-60.
- 1998b, "Private Observation, Communication and Collusion", (Joint with Hitoshi Matsushima), Econometrica, Vol.66, No. 3, pp. 627-652.
- 2002, “Introduction to Repeated games with Private Monitoring”, Journal of Economic Theory 102:  pp. 1-15
- 2003, “Randomization, Communication, and Efficiency in Repeated Games with Imperfect Public Monitoring”, Econometrica, Vol. 71, 345-353.
- 2003, “The Erosion and Sustainability of Norms and Morale” (2002 JEA-Nakahara Prize Lecture), Japanese Economic Review, Vol 54, No. 1, 29-48.
- 2006, “Efficiency in Repeated Games Revisited: The Role of Private Strategies” (joint with I. Obara), Econometrica, Vol 74, No. 2, February, 499-519.
- 2006, “Less is More: An Observability Paradox in Repeated Games” (joint with I. Obara), International Journal of Game Theory, Vol.34, No. 4, 475-493.
- 2008, “Decentralized Trade, Random Utility and the Evolution of Social Welfare” (joint with R. Serrano and O. Volij), Journal of Economic Theory, Vol.140, .No. 1, 328-338, (May).
- 2008, “Repeated Games”, in New Palgrave Dictionary of Economics, 2nd edition, Palgrave Macmillan,(May 30, 2008).
- 2011, “Weakly Belief-Free Equilibria in Repeated Games with Private Monitoring”, Econometrica, Vol. 73, No. 3. 877-892 (May).
- 2020, “Revision Games”, (joint with Y. Kamada), Econometrica, Vol. 88, No. 4. 1599-1630.

### 論文（日本語）
- 「ゲーム理論による経済学の静かな革命」、岩井克人・伊藤元重編『現代の経済理論』第1章（有斐閣、1994年）
- 「ゲーム理論と進化ゲームがひらく新地平」、佐伯胖・亀田達也編『進化ゲームとその展開』（日本認知科学会編、「認知科学の探求」シリーズ）第1章、（共立出版、2002年）
- 「経済理論は何を明らかにし、どこへ向かってゆくのだろうか」、日本経済学会編『日本経済学会75年史』第6章（有斐閣、2010年）

### 訳書
- アブナー・グライフ『比較歴史制度分析』（NTT出版、2009年、岡崎哲二との共訳）

## 補足
1. ↑  同サークルの1年後輩であった松島斉 (現在東京大学大学院経済学研究所教授)　は、先輩の佐々木雅浩（現在日本銀行) から「文Ⅱ文化がほこる俊英を紹介しよう」と神取を紹介され、「それでも平静を装っている神取さんの傲慢さ」に驚いたというエピソードを語っている[7]。
2. ↑  プリンストン大学助教授時代に客員研究員として招聘されていた村上春樹と交流があり、村上のエッセイ「やがて哀しき外国語」に「経済学者カンドリ君」として登場している[9]。